# Anaea electra
Anaea electra är en fjärilsart som beskrevs av John Obadiah Westwood 1850. Anaea electra ingår i släktet Anaea och familjen praktfjärilar. Inga underarter finns listade i Catalogue of Life.